# Audronis Imbrasas
Audronis Imbrasas (* 20. Juni 1964 in Kelmė, Sowjetunion) ist ein litauischer  Tanzkritiker, Kulturmanager und Politiker.

## Leben
Nach dem Abitur 1982 an der Choreografie-Abteilung der Čiurlionis-Kunstschule in Vilnius studierte Imbrasas von 1987 bis 1989 am Staatliche Institut für Theaterkunst in Moskau. 1995 absolvierte er das Studium der Journalistik an der Vilniaus universitetas.
Von 1981 bis 1989 tanzte er im Lietuvos operos ir baleto teatras in Vilnius. Von 1990 bis 1994 arbeitete er in der Zeitung „Vilniaus laikraštis“, von 1995 bis 1998 in der Tageszeitung Lietuvos rytas. 1995 war er Mitgründer des Tanzinformationszentrums Litauens, des Organisators des internationalen Tanzfestivals „Naujasis Baltijos šokis“. Imbrasas leitete als Direktor dieses Informationszentrum und ab 2002 das Kunstzentrum „Menų spaustuvė“ in Vilnius. Von Dezember 2016 bis August 2017 war er litauischer Vizekultusminister, Stellvertreter von Liana Ruokytė-Jonsson im Kabinett Skvernelis. Seit August 2017 ist er Berater am Kulturministerium.